# Санту-Эспедиту-ду-Сул
Санту-Эспедиту-ду-Сул (порт. Santo Expedito do Sul) — муниципалитет в Бразилии, входит в штат Риу-Гранди-ду-Сул. Составная часть мезорегиона Северо-запад штата Риу-Гранди-ду-Сул. Входит в экономико-статистический микрорегион Санандува. Население составляет 2449 человек на 2006 год. Занимает площадь 125,735 км². Плотность населения — 19,5 чел./км².

## История
Город основан 20 марта 1992 года.

## Статистика
- Валовой внутренний продукт на 2003 составляет 24 453 678,00 реалов (данные: Бразильский институт географии и статистики).
- Валовой внутренний продукт на душу населения на 2003 составляет 9567,17 реала (данные: Бразильский институт географии и статистики).
- Индекс развития человеческого потенциала на 2000 составляет 0,740 (данные: Программа развития ООН).